# Gerhard von Buhrman
Gerhard von Buhrman, född 1653, död 1701, var en svensk militär och kartograf. 

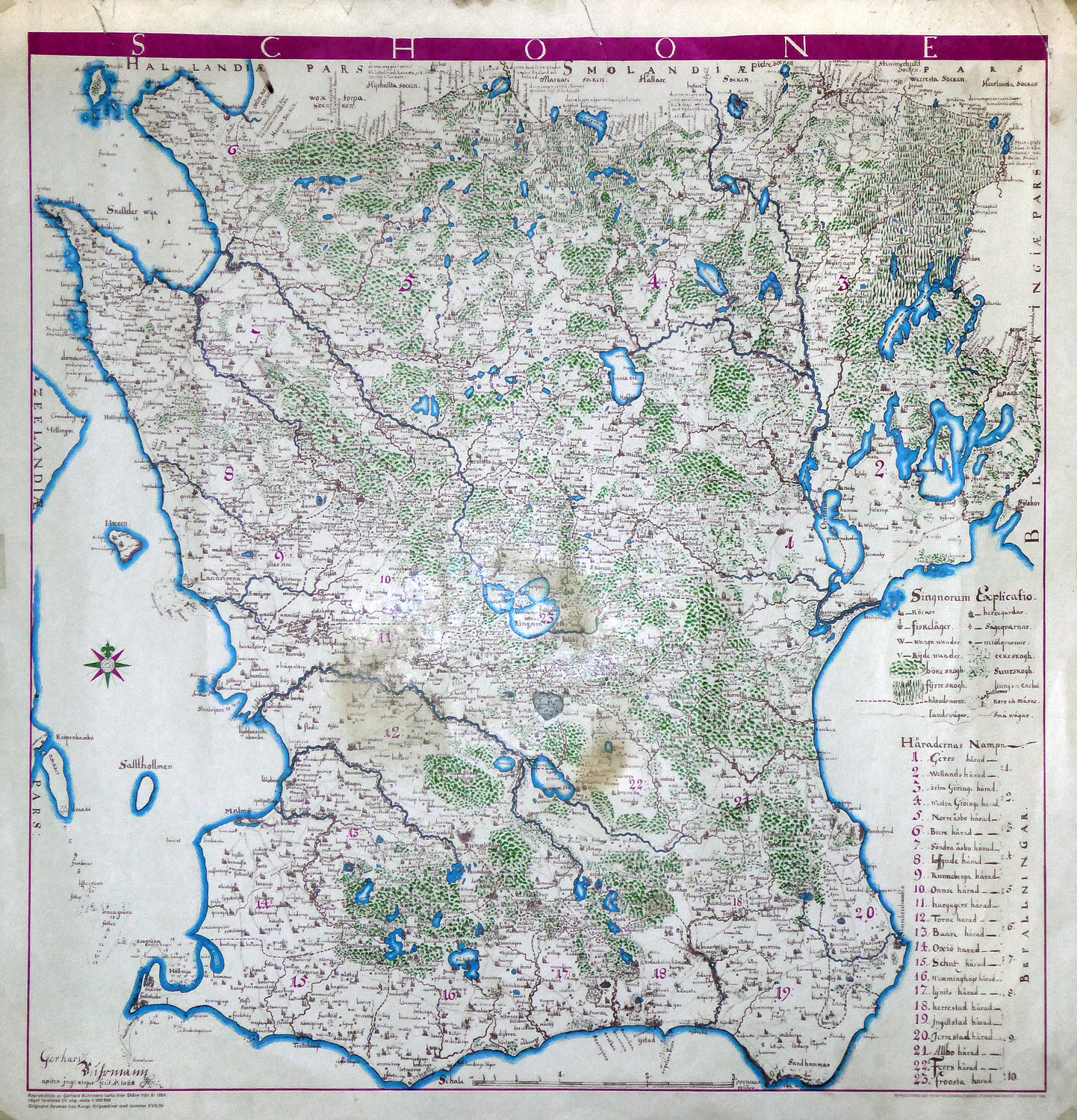
Gerhard von Buhrmans karta över Skåne från 1684.

von Buhrman var 1672–1674 i utländsk tjänst och deltog därefter i hela skånska kriget som fortifikationsofficer. Han tjänstgjorde därefter som generalkvartermästarlöjtnant i Skåne och bidrog förtjänstfullt till befästandet av Malmö. Han besökte med statsstipendium fälttågen i Flandern 1693–1695. 1695 befordrades han till överstelöjtnant.
Mest känd är han i dag dock som kartograf. Kartorna som Gerhard Buhrman ritade var dels avsedda för krigsmakten, dels för att utgöra underlag för skattelängderna och jordeböckerna. På våren 1681 fick Buhrman i uppdrag att kartlägga Jämtland och Värmland, och på hösten samma år Skåne.
von Buhrmans karta från 1684 över Skåne är i särklass i fråga om riktighet och elegans. Kartorna står sig väl i sin korrekthet och är ett resultat av hans deltagande i skånska kriget, i vilket Buhrman deltog som generalkvartermästarlöjtnant. 
År 1680 reste von Buhrman runt i Skåne och tecknade av ett femtiotal slott och herresäten. Hans teckningar utgavs 1756 av Abraham Fischer i verket Prospecter af åtskillige märkvärdige byggnader, säterier och herre-gårdar uti Skåne. De presenteras i form av kopparstick utförda av Carl Bergquist. Omkring 1685 fick han uppdraget att göra en karta över Skåne. Familjen flyttade då till Önnestads socken och därifrån reste von Buhrman ut och mätte orter och avstånd. 
von Buhrman ritade olika typer av skogar, landsvägar, småvägar och stigar, kyrkor, fiskelägen, vadställen och broar, kvarnar, herrgårdar, byar och städer samt härader. Det mesta av betydelse kom med och mycket av det vi ser i dag går att återfinna på hans karta. Vägarna i Skåne i slutet av 1600-talet har i stor utsträckning funnits kvar till våra dagar.